# India világörökségi helyszínei
India területéről eddig negyvenhárom helyszín került fel a világörökségi listára, ötvenhat helyszín a javaslati listán várakozik a felvételre.
| | Vörös Erőd Agrában |
| 1983 |                    |
| Kulturális (III) |                    |
| Hivatkozás: 251 |                    |
| Körülbelül 2,5 kilométerre északnyugatra fekszik India egyik legismertebb iszlám építészeti emlékétől, a Tádzs Mahaltól. Ez India legfontosabb erődje, leginkább egy fallal körülvett palotavárosként lehetne jellemezni. A nagymogulok innen irányították az országot, és itt őrizték az állami vagyont is. Legkorábban 1080-ban említik a források, 1526-ban került a mogulok kezébe. Két fő részre magán és a nyilvános épületegyüttesre osztották. A nyilvános kihallgatások csarnoka, a Diván-e-Ám egy fehérre vakolt vörös homokkőből épített pavilon három oszlopsorral és hullámdíszítéses boltívekkel. Ettől a csarnoktól a Gyöngy-mecsetig terjedő területen állt a Minár Bazár, az udvari piac. A császári lakosztály építése 1637-ben fejeződött be. Ennek a része a Muszamman Burdzs, a nyolcszögletű torony, ahol az uralkodó a hagyományokat követve minden reggel megmutatta magát alattvalóinak. A Diván-i-Khász, a magánkihallgatások csarnoka a folyóra néz. Fehér márványból készült, falait a már hagyományosnak számító virágokat ábrázoló domborművekkel és féldrágakő berakásokkal, mennyezetét arannyal és ezüsttel borították. A magánlakosztályok az Anguri Bág (Szőlőskert) körül helyezkednek el, a kétszintes épületben a hárem nőtagjai laktak. |                    |

| | Adzsantai barlangtemplomok |
| 1983 |                            |
| Kulturális (I)(II)(III)(VI) |                            |
| Védett terület: 8 242 ha, puffer zóna: 78 676 ha, hivatkozás: 242 |                            |
| Az adzsantai barlangtemplomokat Indiában, Mahárástra államban, a Vághúra folyó patkó alakú kanyarulatát körbeölelő sziklafalakba vájták az i. e. 2–1. és az i. sz. 5–6. század környékén. A 29 kivájt barlangból 4 buddhista szentélyt (csaitja) és 25 kolostort (vihára) alakítottak ki. A vulkanikus eredetű kőzetbe vájt barlangokat falfestményekkel és szobrokkal díszítették. A klasszikus indiai művészet legkorábbi alkotásai közé tartoznak amelyek jelentős hatást gyakoroltak saját koruk és az utókor művészeire. A falképek nyolc barlangban jó állapotban maradtak fenn. A korábbi alkotások vörös és barna árnyalatú éles körvonalú ábrázolásaikkal a Buddha életének és korábbi megtestesüléseinek jeleneteit mutatják be. A későbbi, realisztikus falképek az udvari és a mindennapi életből ábrázolnak esetenként erotikus jeleneteket is. A tágas barlangok jellegzetességei az impozáns oszlopsorok és falmélyedésben elhelyezett szobrok. A 7. század közepén a térséget elhagyták és a mintegy 100 kilométerre lévő Ellórát kezdték előnyben részesíteni. A barlangok ezután feledésbe merültek, és a műemlékegyüttest csak a 19. század elején fedezték fel újra. |                            |

| | Ellórai-barlangok |
| 1983 |                   |
| Kulturális (I)(III)(VI) |                   |
| Hivatkozás: 243 |                   |
| A ellórai barlangok Indiában, Mahárástra államban találhatók.Ezek a mesterséges barlangok építészeti hasonlóságot mutatnak a Dekkán-fennsík más barlangjaival, például Adzsantával. Harmincnégy temploma és monostora a buddhizmushoz, a hinduizmushoz és a dzsainizmushoz kötődik. A 6. és 9. század között épültek. Kifejezik azt a toleranciát is ami lehetővé tette, hogy különböző vallású népcsoportok egy helyen alakítsanak ki szentélyeket. Az ellórai szentélyek fő jellegzetessége, hogy nem a sziklába építették, hanem abból vájták ki őket a szobrokkal és a díszítőelemekkel együtt. A bazalt, amiből a templomokat kivésték különösen alkalmas monolitikus alkotások készítésére. A szentélyeket i. sz. 600 és 1000 között alakították ki, a helyszínen körülbelül két kilométer hosszan harmincnégy kolostor illetve templom található. Szerkezetük egységes: előtér, előcsarnok, főcsarnok és egy cella a szent szobor részére. A templomok közül legismertebb a hatalmas Kailásza-templom ami a szent Kailász-hegyet, Siva istenség otthonát jelképezi, valamint a Tíz Avatar barlangja. |                   |

| | Tádzs Mahal |
| 1983 |             |
| Kulturális (I) |             |
| Hivatkozás: 252 |             |
| A Tádzs Mahal a mogul síremlék-építészet csúcspontja, az iszlám művészet legismertebb alkotása. Sáh Dzsahán emeltette fiatalon elhunyt szeretett felesége, Mumtáz Mahal számára, aki 1631. június 17-én, tizennegyedik gyermeke születésekor halt meg. A síremlék munkálatai már 1631-ben megkezdődtek, és 1647-ben fejeződtek be. Az uralkodót 1666-ban bekövetkezett halála után szintén ide temették, kenotáfiumának elhelyezkedése az épület egyetlen aszimmetrikus eleme. A Tádzs Mahal ihletője Humájun Delhiben emelt síremléke lehetett, amelynek szerkezetét itt kisebb változtatásokkal alkalmazták. A nagy méretű hagymakupolát egy magasabb dobra helyezték, az épület tetején a sarkokban álló pavilonokat a kupolához közelebb vitték, a középső helyiséghez harmonikusabban kapcsolták hozzá a körülvevő nyolcszögletes épületrészeket, és végül négy magas minarettel egészítették ki. Az épület azonban szokatlan módon nem a kert átlóinak metszéspontjában fekszik, hanem a hátsó végében, közvetlenül a Jamuna-folyó partján. Hatalmas tömegét a vele szemben álló kapu ellensúlyozza. Az egész emlékművet és a teraszt, amin fekszik, fényesre csiszolt makranai fehér márvánnyal borították, ami éles ellentétben áll a kétoldalt emelt vörös homokkőből készült melléképületekkel.A központi helyiség belsejét féldrágakőből készült virágokat ábrázoló márványberakás díszíti. A rekesztőfalon belül Mumtáz Mahal és Sáh Dzsahán kenotáfiuma látható, a tényleges sírokat az alagsorban alakították ki. |             |

| | Konáraki naptemplom |
| 1984 |                     |
| Kulturális (I)(III)(VI) |                     |
| Védett terület: 10,62 ha, hivatkozás: 246 |                     |
| A Konáraki naptemplomot, vagy más néven Szúrja-templomot a Ganga-dinasztiából származó I. Naraszimha Déva király építtette 1238 és 1264 között Indiában, az Orisza állambeli Bhuvanesvartól 60 kilométerre, a tengerparton. A hetvenöt méter magas templom az egyik legkorábbi és legfontosabb brahma szentély egész Ázsiában. Az épületet nem sokkal elkészülte után ismeretlen ok miatt elhagyták. A király Szúrja hindu napistennek szentelte a Fekete pagodaként is ismertté vált templomkomplexumot. A főtemplom tizenkét pár keréken gördülő, hét ló vontatta szimbolikus szekeret formáz, melyet Szúrja hajt, falait a templom alapját és a kerekeket aprólékos kőfaragványok borítják. A huszonnégy keréken a naphoz és a hónapokhoz köthető szimbólumok ismerhetők fel. A gondosan tájolt templomot úgy alakították ki, hogy a Nap első sugarai a főbejáratot érik. Az épületegyüttes állapota romos, a 17. század óta már nem tölt be szakrális funkciót sem. |                     |

| | Mahábalipuram templomegyüttese |
| 1984 |                                |
| Kulturális (I)(II)(III)(VI) |                                |
| Hivatkozás: 249 |                                |
| Mahábalipuram templomegyüttese Dél-India egyik legjelentősebb régészeti lelőhelye, különleges dravida építészeti emlékekkel. A Pállava-dinasztia idejéből származó 7-8. századi nem épített, hanem kőből kifaragott templomok és szobrok változatos formájúak. Vannak köztük harci szekér formájú templomok, sziklaszentélyek, domborművek, lépcsős-tornyos templomok és esetenként több emelet magas rathák. A rathák gyakorlatilag kőből kivájt monumentális szobroknak tekinthetők, egyikük a későbbi dravida templomépítészet előképe lett, míg a Shore-templom a dravida építészet csúcspontjának tekinthető. A templomegyüttest gazdag szobordíszítéssel egészítették ki, alkotói esetenként a sziklák természetes hasadékait is felhasználták kompozícióikhoz. Legismertebb díszítőeleme „A Gangesz leszállása” néven ismert nagyméretű féldombormű. A Csennaitól (korábban Madrasz) délre, közvetlenül az óceánparton álló templomokra állandó veszélyt jelent a tengervíz és a szél erodáló hatása, így egyes domborművek állapota az évszázadok alatt annyira leromlott, hogy alig kivehetővé vált. |                                |

| | Kaziranga Nemzeti Park |
| 1985 |                        |
| Természeti (IX)(X) |                        |
| Védett terület: 42 996 ha, hivatkozás: 337 |                        |
| Kaziranga Nemzeti Park Asszám államban, a Brahmaputra folyó déli partján található, 1985-ben került fel a világörökség listájára. A területet 1908-ban nyilvánították rezervátummá, 1950-ben vadvédelmi területté majd 1974-ben alapították meg a nemzeti parkot. Jellegzetes tájelemei a sűrű erdők, a patakokkal, kisebb tavakkal tagolt füves területek. Ez a régió egyik utolsó érintetlen területe, az itt élő növények és állatok életkörülményei szorosan összefüggnek a folyó vízállásával, ami monszun idején elönti a park kétharmadát. A halban gazdag vízzel borított térség a madarak kedvelt táplálékforrása. Itt található a legtöbb indiai orrszarvú és sok más emlős- és madárfajnak ad otthont. Jelentős az ázsiai elefántok, tigrisek, leopárdok, ajakos medvék, gibbonok, vaddisznók és madarak egyedszáma, valamint vidrák, langur majmok, pelikánok, gólyák, rétisasok, fácánok, szarvascsőrű madarak, tigrispitonok, kobrák, indiai muntyákszarvasok élőhelye is. A fűvel benőtt mocsarakat és lápokat kedvelő indiai orrszarvúk számát ezerötszáz körülire becsülik. |                        |

| | Keoladeo Nemzeti Park |
| 1985 |                       |
| Természeti (X) |                       |
| Védett terület: 2 873 ha, hivatkozás: 340 |                       |
| A Keoladeo Nemzeti Park India Rádzsasztán államában, Agrától 50 km-re nyugatra található. A közel 28,5 km2-es terület, kedvező természeti adottságainak köszönhetően, a vízi és vándormadarak gazdag populációjával büszkélkedhet. A Gangesz-alföldön elterülő rezervátum egykor a bharatpuri maharadzsák kedvelt kacsa-vadász területe volt. Az 1850-es években csatornák, zsilipek, gátak rendszerével egy mesterséges sík lápvidéket hoztak létre az egyébként száraz területen. A park kis mérete ellenére 120 faj, köztük sok veszélyeztetett állat élőhelye. Monszun idején az itt élő állatokhoz 240 költöző madárfaj egyedei is csatlakoznak. Nagyragadozók nem élnek a területen, csak kistestűek és főemlősök. Legjellegzetesebb állatai a madarak, köztük a világ legnagyobb gémpopulációjával és költöző madarakkal. A rezervátum kócsagok, gólyák, kormoránok vándorkacsák tömegeinek nyújt fészkelőhelyet. Ikonikus állata volt a súlyosan veszélyeztetett hódaru, ami a kipusztulás szélére került. A halevő madarak a monszun idején idesodródott halivadékok millióival táplálkoznak, az itt élő ragadozó madarak közül halászsast, vándorsólymot és más sasféléket figyeltek meg. |                       |

| | Manasz Vadvédelmi Terület |
| 1985 |                           |
| Természeti (VII)(IX)(X) |                           |
| Védett terület: 39 100 ha, hivatkozás: 338 |                           |
| A Manasz Vadvédelmi Terület Asszám állam északkeleti részén található. Területe meghaladja a 39 000 hektárt. Számos veszélyeztetett fajnak ad otthont, többek között tigris , törpedisznó , ködfoltos párduc , ajakos medve , indiai orrszarvú , vízibivaly , indiai elefánt, aranylangur és bengáli florikán élőhelye. A bhutáni határ közelében lévő védett terület a bhutáni Királyi Manasz Nemzeti parkkal határos. Már 1928-ban vadvédelmi területté nyilvánították, de az 1990-es években így is súlyos károkat szenvedett, főleg orrszarvú-, bengáli tigris és elefánt állománya. A Himalája lábánál fekszik, felszíne hordalékos, füves területekből, szavannákból, trópusi erdőkből és jelentős vadvizekből áll. Az ország védett övezetei közül itt a leggazdagabb a vadvilág, többek között egy tigrisrezervátum központja is. Jelentős madárállománya is, a több mint 450 azonosított faj között megtalálható a bengáli túzok, szarvascsőrűmadár-félék, a foltoscsőrű gödény és az indiai marabu. |                           |

| | Goa templomai és kolostorai |
| 1986 |                             |
| Kulturális (II)(IV)(VI) |                             |
| Hivatkozás: 234 |                             |
| A településen templomok és kolostorok másfél kilométer hosszan elterülő sora található. A legtöbb épületet olasz és portugál építészek tervezték, és az európai stílusok széles skáláját képviselik, a reneszánsztól a barokkon át a portugál Mánuel stílusig. Ó-Goa volt az egykor portugál fennhatóságú indiai területek fővárosa és egyben a legfontosabb kereskedelmi bázisa. Itt volt a katolikus egyház egyik fontos dél-ázsiai központja. A tengerparti sáv 1506-ban került portugál kézre, ezután kezdték építeni templomaikat és kolostoraikat, a helyben folytatott térítések emlékeit. Ó-Goa körülbelül 10 kilométeres sávot foglal el, ami a 19. században malária miatt elnéptelenedett, de vallási épületei máig jó állapotban maradtak meg. A reneszánsz Sé-katedrális 1562-ben épült, a maga korában ez volt Ázsia legnagyobb keresztény temploma. A 16. század végén épült a Bom Jesus-katedrális a térség legfontosabb missziós helye volt, benne található Xavéri Szent Ferenc a híres jezsuita hittérítő síremléke is. |                             |

| | Khadzsuráhó |
| 1986 |             |
| Kulturális (I)(III) |             |
| Hivatkozás: 240 |             |
| Khadzsuráhó indiai városka Madhja Prades tartományban, a cshatarpuri kerületben, 175 km-re Dzshánszítól, 620 km-re délkeletre Delhitől, India fővárosától. A város a 10-11. században a Csandela uralkodók székhelye volt. Khadzsuráhó India egyik legnépszerűbb turistalátványossága, híres turistacélponttá erotikus témájú szobrokkal dekorált templomai tették. A hindu templomépítészet nágara stílusának egyik legismertebb képviselője. A két csoportban álló kelet-nyugati tájolású nyolcvanöt templomból mára mintegy húsz maradt meg. A templomokat díszítő szobrok az indiai művészet legszebb alkotásai közé tartoznak. Felépítésük egy nyugati oldali bejárati csarnokból, egy folyosóból, egy előtérből és a szentélyből áll, a szentély felé mennyezetük fokozatosan egyre magasabb. A templomok közül legjelentősebbek közé tartozik a 10. század közepéről származó Laksmana-templom és a legnagyobb és legdíszesebb Kandárija Mahádéva-templom, amelyet a 11. század első harmadában építettek. |             |

| | Hampi |
| 1986, kisebb módosítás: 2012 |       |
| Kulturális (I)(III)(IV) |       |
| Védett terület: 4 187,24 ha, puffer zóna: 19 453,62 ha, hivatkozás: 241 |       |
| Hampi több mint 200 éven át a hindu uralkodók több generációjának, az utolsó nagy hindu birodalom Vidzsajanagar fővárosa volt. A 16. században 200-500 ezer fő lakosú város volt, napjainkban alig több mint kétezer fő állandó lakosú település. A terület műemlékhely, amely a vallási és az uralkodói központokat foglalta magába sziklahátak és sziklagörgetegek természetes védelmében. Fénykorát 1510-1542 között élte, Krisnadéva Rája és Acsjuta Rája uralkodása alatt. A gyapot és fűszer kereskedelemből meggazdagodott Hampiban a dravida uralkodók fényűző palotákat és templomokat építettek, a települést egy hatalmas erődítménnyel védték. Legfontosabb épületei a a befejezetlen Vitthala-templom díszített oszlopaival és egy kőtömbből kifaragott szekerével, a Virupaksa-templom (ötven méteres kaputornyával) amit egy korábbi szentély helyére építettek, valamint paloták, polgári rezidenciák, fürdők, elefánt istállók, bazárok és piacok. |       |

| | Fatehpur Szíkri |
| 1986 |                 |
| Kulturális (II)(III)(IV) |                 |
| Hivatkozás: 255 |                 |
| Fatehpur Szíkrit a Mogul birodalom új fővárosát Akbar császár 1571-ben alapította. Az új város legfontosabb épületei körülbelül egy évtized alatt készültek el. Az uralkodó azonban 1584-ben fővárosát áthelyezte Lahorba, és ezután Fatehpur Szíkrit csak ritkán látogatta meg. A város Agrától negyven kilométerre nyugati irányban helyezkedik el, az Adzsmért Agrával összekötő ötszáz kilométer hosszú út mellett.A tizenegy kilométer hosszú falon belül alakították ki a lakónegyedeket, a császári kerteket, a vendégházakat, a nemesek lakóhelyét, ezenkívül pavilonokat emeltek a hazárdjátékosok és a alkoholfogyasztók számára is. Fatehpur Szíkri építészete timurida formákat és stílust követ. Mivel nagyon rövid idő alatt épült fel, a többi fővárossal ellentétben teljesen egységes hatást kelt. A település tulajdonképpeni központjában az épületek egymástól két jól elkülöníthető csoportot alkotnak, ezek egyike volt a kiszolgáló épületek csoportja, mint a karavánszeráj, a pénzverde és a bazár, a másik pedig a palota a mecsettel és az adminisztrációs központtal. A település legfontosabb részei a mára lerombolt Elefánt-kapu, a magánkihallgatások csarnoka, a Török Szultána Háza, a császár hálóterme, az adminisztratív központ, az Ötszintes Palota, a hárem, az 1573 és 1574 között épült, magas talapzaton álló mecset és Szálim Csiszti sírja. |                 |

| | Elefanta-barlangok |
| 1987 |                    |
| Kulturális (I)(III) |                    |
| Hivatkozás: 244 |                    |
| Az Elefanta-barlangok Mumbaitól 10 km-re találhatók. A kikötőtől nem messze fekvő sziget egy elefántszoborról kapta a nevét, amelyet portugál hajósok találtak meg még a 16. században. A Stupa-és a Canon-hegy közötti területen hét barlang található, köztük a középső a legnagyobb, amelyet az építők Sivának ajánlottak. A hét barlangot két csoportban (5+2) alakították ki az i. sz. 6. és 8. század között. A keleti, víztározók közelében kialakított két barlang közül az egyik befejezetlen. A másik barlangcsoport legismertebb alkotása a hat méter magas monumentális Siva Mahádéva-szobor amely három arccal (teremtő, fenntartó és pusztító) és fejdísszel jeleníti meg az istenséget. A bejárattal szemben álló szobor mellett számos alkotás emlékezik meg a hinduizmus legfőbb istenéről az épület más részein is. A barlangok 7. századi szobrai, köztük félig isteni, félig démoni lények az indiai sziklafaragványok leglátványosabb alkotásai közé tartoznak a korai hindu művészet egyik virágkorából és a népszerű Siva istenség sokféle megtestesülését ábrázolják. |                    |

| | Csola-templomok |
| 1987, kiterjesztés: 2004 |                 |
| Kulturális (I)(III) |                 |
| Védett terület: 21,74 ha, puffer zóna: 16,71 ha, hivatkozás: 250 |                 |
| A világörökségi helyszínhez tartozó három templomegyüttes a Dél-Indiát a 9. és a 12. század között uraló Csola-dinasztia építészetének és világnézetének kivételes emlékei. A három templomot a 11-12. században építették fel. A 11. század elején elkészült tandzsávúri Brihadísvara-templom Rádzsarádzsa királyhoz köthető. A maga korának egyik legnagyobb épülete volt, a szentély fölött tornya hatvan méter magas. A Sivának szentelt templom bőséges királyi támogatásban részesült, állandó személyzete több száz emberből (papok, táncosok, zenészek) állt. Gangaikonda Csolapuram templomát a 11. század első harmadában fejezték be. Kialakítása különbözik a tandzsávúri templomtól, főleg a tornya, amelyre az ívesebb vonalvezetés jellemző. Később, már II. Rádzsarádzsa idejében emelték a daraszurámi templomegyüttest huszonnégy méter magas tornyával. Mindhárom templomra jellemző a gazdag szobrászati díszítés, ami a kor művészeinek kőfaragásban és bronzöntésben elért eredményeiről tanúskodik. |                 |

| | Pattadakal |
| 1987 |            |
| Kulturális (III)(IV) |            |
| Védett terület: 5,56 ha, puffer zóna: 113,48 ha, hivatkozás: 239 |            |
| Pattadakal kisváros India területén, Karnátaka szövetségi államban. Bengalurutól kb. 500 km-re északnyugatra, Bídzsápurtól kb. 120 km-re délre fekszik. Templomai a Csálukja-dinasztia uralma alatt épültek, amelyek közül a 680-ban épült Papanáth és a 740-ben épült Virupáksa templomok emelkednek ki. A műemlékegyütteshez kilenc hindu templom és egy dzsain szentély tartozik. A terület Észak- és Dél-India határán helyezkedik el, épületein így északi és déli építészeti hatások is felismerhetőek. Ez annak is köszönhető, hogy a Csálukja uralkodók nem ellenezték az idegen építészeti elemek alkalmazását. A északi stílusban épült Visvanath-templom jellegzetessége az előcsarnok mögötti cella (ami nem látogatható) és a fölötte lévő torony. A Sivának szentelt Virupáksa-templom, Pattakal legnagyobb, bonyolult faragványokkal díszített temploma a 8. században épült. A szentélyegyüttest egy fallal zárták körül, a templomokat egy keleti és egy nyugati kapun keresztül lehet megközelíteni. A közelében fekvő Bádámi, Ajholé és Mahakuta települések szintén hasonló stílusú és korú templomaikról ismertek. |            |

| | Szundarbansz |
| 1987 |              |
| Természeti (IX)(X) |              |
| Védett terület: 133 010 ha, hivatkozás: 452 |              |
| A Szundarbansz nemzeti park a Gangesz a Brahmaputra és a Meghna folyók deltavidékén található, az édesvíz és sósvíz közötti átmeneti zónában. Az iszap, agyag és homok üledékéből épített, a folyók és a tenger árapálya formálta alacsonyan fekvő területei elmossák a különbséget a szárazföld és a tenger között. Ez a földön található legnagyobb mangroveerdő, területe kb. 10 000 km², amelynek 60%-a Bangladesben, 40%-a Indiában található. A Szundarbansz kb. 300 km hosszú és kb. 30 km mélyen nyúlik a szárazföld belsejébe. A parkot 1973-ban hozták létre, hogy megvédjék egyedülálló állatvilágát. Leghíresebb állata a végveszélybe került bengáli tigris, amelynek itt élő egyedszámát 250-re becsülik. A tigrisek mellett szarvasok, vaddisznók, rhesusmajmok, delfinek, vidrák, varánuszok, krokodilok, gólyák, gémek, kormoránok is élnek a védett övezetben. Élővilágára veszélyt jelent, hogy a Bengál-alföld süllyedése miatt a Gangesz árterülete keletre tolódik, ennek következtében a terület vízhálózatában egyre kevesebb az édesvíz. |              |

| | Nanda Devi és a Virágok Völgye Nemzeti Park |
| 1988 |                                             |
| Természeti (VII)(X)() |                                             |
| Védett terület: 71 210 ha, puffer zóna: 514 857 ha, hivatkozás: 335 |                                             |
| A két nemzeti park a Himalája nyugati részén található a Zanskar hegység és a Magas Himalája találkozásánál. A terület egy óriási medence, amelyet párhuzamos észak-déli hegygerincek tagolnak. A 7816 méter magas Nanda Dévi India második legmagasabb hegycsúcsa. A körülötte elterülő nemzeti parkot 1980-ban alapították, hogy megóvják a veszélyeztetett hópárducokat, ázsiai feketemedvéket pézsmaszarvasokat, kék juhokat. Bár a hegycsúcs szinte elérhetetlen területen fekszik ellen ellenére védelemre szorul a civilizáció ártalmaival szemben. A Virágok Völgye Nemzeti Park jellegzetességei őshonos és ritka alpesi virágokkal borított rétjei és természeti szépségei. A park élőhelyet biztosít többek között az örvös medvének, valamint olyan őshonos növényeknek mint a himalájai juhar. |                                             |

| | Száncsi buddhista műemlékei |
| 1989 |                             |
| Kulturális (I)(II)(III)(IV)(VI) |                             |
| Hivatkozás: 524 |                             |
| Az 1818-ban felfedezett Száncsi Madhja Prades államban Bhopaltól 40 km-re, egy síkságra tekintő domb tetején fekszik. Felfedezésének idején a település már hatszáz éve lakatlan volt. India egykori buddhista vallási központjának építését Asóka uralkodása alatt kezdték meg az i. e. 3. században, és a 12. század közepéig megőrizte befolyását. A műemlékek csoportja körülbelül ötven többé-kevésbé romos épületből áll, jelentős részük az i. e. 2. és az i. e. 1. századból származik. Legfontosabb közülük a homokkőből épült Nagy Sztúpa, amelyet a hagyomány szerint Buddha ereklyéi számára építettek az i. e. 3. században. Félgömb alakú kupolája 36 méter átmérőjű, magassága 12 méter. A sztúpát egy kerítés zárja körül, amelynek négy gazdagon díszített, az i. e. 1. században emelt kapuja a négy égtáj felé néz. A kapukon realisztikusan ábrázolták Buddha életének eseményeit. A romterületen ezen kívül két másik sztúpa, monolit oszlopok, templomok, paloták és kolostorok romjai láthatók. A 17. számú kolostort az 5. században építették, a 18. számú kolostort a 6. században, a 45. számú kolostort pedig a 10. vagy a 11. században emelték. A romterületen 1881-ben kezdődtek az első restaurálási munkálatok, ezt 1912 és 1919 között egy átfogó helyreállítási program követte. |                             |

| | Kutub Minár és építményei |
| 1993 |                           |
| Kulturális (IV) |                           |
| Hivatkozás: 233 |                           |
| A Delhi déli részén fekvő Mehrauli városrészben a 12. század végén kezdték el építeni a Kutub Minár épületegyüttest, az első indiai iszlám építményeket. Leghíresebb részei közé tartozik az Iszlám Ereje-mecset, amit helybeli építőkkel a helyi hagyományok alapján építettek helyi dzsainista szentélyek díszítőelemeit felhasználva, így az eredmény a két vallás építészetének egy sajátos keveréke lett. A vörös homokkőből emelt mecset falait és homlokzatát kalligrafikus feliratokkal és iszlám motívumokkal díszítették. A mecset mellett álló szintén a 12. század végéről származó 72 méter magas Kutub Minár a világ legmagasabb téglából épült minaretje. Az ötemeletes épület szintjeit erkélyekkel választották el egymástól, alapja 14,3 méter átmérőjű, legfelső emeleténél még 3 méternél is kisebb. Jellegzetes barázdált felülete újdonság volt az indiai építészetben. A két felső szintet egy 14. századi villámcsapás után márványból pótolták. Az épületegyüttes udvarán áll a híres hét méteres nem rozsdásodó vasoszlop, a világ egyik ekiemelkedő kohászati alkotása. Az Alái Darváza-kapu a 14. század első harmadára datálható, egyike az iszlám építészet legkorábbi árkádos épületeinek. |                           |

| | Humájun császár síremléke |
| 1993, kisebb módosítás: 2016 |                           |
| Kulturális (II)(IV) |                           |
| Védett terület: 27,04 ha, puffer zóna: 53,21 ha, hivatkozás: 232 |                           |
| Humájun síremlékét hat évvel halála után, 1562-ben kezdték el építeni, és egy évtizeddel később, 1571 körül fejezték be. A munkálatokat az uralkodó rangidős özvegye, Hamida Bánu Bégum felügyelte. Az emlékmű Delhiben a Jamuna-folyó közelében egy nagy kert közepén helyezkedik el.A kertet egy rácsháló alapján csatornákkal és sétányokkal először négy, majd mind a négy negyedet további kilenc részre osztották fel. Így jött létre a csahár bág, a négyrészes kert, ahol a csatornák a Paradicsom négy folyóját szimbolizálják. Maga a síremlék egy teraszon emelkedik, a síremlék központi része egy nyolcszög alakú építmény. Az épület belsejében összesen több mint száz személyt kenotáfiuma kapott helyet miközben a tényleges sírokat az emlékmű alatt alakították ki. Az épület belsejében a központi teremben állították fel az uralkodó szimbolikus sírját. Humájun sírjának szerkezete a perzsa timurida építészetre vezethető vissza. Jellegzetessége a centrális, szimmetrikus alaprajz, a magas kupoladob és az enyhén hagyma alakú kupola. A tervezéskor számos helyi építészeti elemet is felhasználtak, amelyek a Delhi Szultanátus vagy a Szúri interregnum idejére vezethetők vissza. A síremlék közvetlen ihletője Sér Sáh Szúri a bihári Szaszaramban 1545-ben elkészült mauzóleuma lehetett, amely egy tó közepén áll. |                           |

| | Indiai hegyi vasutak |
| 1999, kiterjesztés: 2005,2008 |                      |
| Kulturális (II)(IV) |                      |
| Védett terület: 88,99 ha, puffer zóna: 644,88 ha, hivatkozás: 944 |                      |
| A világörökségi helyszínhez három ma is működő keskeny nyomtávú hegyi vasút tartozik, ezek a Nilgiri hegyi vasút, a Dardzsiling-Himalája vasút és a Kalka-Simla vasút. A merész és ötletes mérnöki megoldásokkal létrehozott vasutak a 19. század vége felé és a 20. század elején épültek. Az 1881-ben megnyitott Dardzsiling-Himalája vasút több mint kétezer méter szintkülönbséget győz le, és a magashegyi személyszállításnak az egyik legkorábbi példája volt. Dardzsiling a vasútvonalnak is köszönhette, hogy India egyik legjelentősebb teatermesztő vidékévé vált. A Tamilnádu államban lévő 1908-ban átadott Nilgiri vasútvonal 46 kilométer hosszú vonala a Kék-hegységben elszigetelten élő toda őslakosokat kötötte össze központibb területekkel. Az akkor legmodernebb technikával készült vasútvonal pályája 2203 métert emelkedik. A 20. század elejétől működő 96 kilométer hosszú Kalka-Simla vonalat a Himácsal Prades államban lévő Kalka várost köti össze a „Brit India nyári fővárosával” a 2000 méter magasan fekvő Simlával. |                      |

| | Mahábódhi templom |
| 2002 |                   |
| Kulturális (I)(II)(III)(IV)(VI) |                   |
| Védett terület: 4,86 ha, hivatkozás: 1056 |                   |
| A Mahábódhi templom (szó szerint: "Nagy Megvilágosodási Templom") buddhista templom Bodh-Gaja városban, Gautama Sziddhártha, a történelmi Buddha megvilágosodásának (bodhi) helyszíne. Bodh-Gaja mintegy 96-re fekszik a Bihár állam Patna városától, India északkeleti részén. Egyike a négy szent helynek ami a Buddha életéhez kapcsolódik és a négy legmagasabb buddhista szentély egyike. A templomot, ami az egyik legrégebbi ma is álló indiai téglatemplom a Gupta-dinasztia idejében építették. Már a korai időktől sok zarándok kereste fel, majd a buddhizmus háttérbe szorulásával fokozatosan vesztett jelentőségéből. A 12. században a muszlim hódítás során súlyos károkat szenvedett, majd a 14. században helyreállították és minden sarkán az épület kicsinyített másával egészítették ki. A legmagasabb tornya 55m magas, boltozatát aranylemezekkel borították, amelyek összsúlya közel 300 kg lehetett. Később árvíz öntötte el, a 19. században restaurálták, majd 2002-ben megkezdődött szakszerű helyreállítása. |                   |

| | Bhímbetkai sziklamenedékhelyek |
| 2003 |                                |
| Kulturális (III)(V) |                                |
| Védett terület: 1 893 ha, puffer zóna: 10 280 ha, hivatkozás: 925 |                                |
| A Bhímbetkai sziklamenedékhelyek Közép-Indiában Madhja Prades államban találhatók. A középső kőkorszakból származó képződmények több mint 1800 hektáron terülnek el. A kiemelkedő homokkő sziklákban lévő több mint ötszáz barlangban a 20. század közepén sziklafestményeket tártak fel, amelyek a középső kőkorszak és a középkor között keletkeztek. A képek főleg vörös és fehér színnel készültek, de előfordulnak más színek is rajtuk. A jelenetek sokszor a mindennapi életet ábrázolják, valamint állatokat, vallási szertartásokat esetenként hindu istenségeket és átfogó képet adnak a szubkontinens lakóinak több ezer évvel ezelőtti életmódjáról. A képek jellegzetessége, hogy egyes emberalakokon érzelmek is felismerhetőek. Az állatok közül leggyakrabban bivalyokat, tigriseket, oroszlánokat, vaddisznókat, elefántokat, lovakat ábrázoltak. A képek egy részén a vadászó-gyűjtögető életmód jelenetei tűnnek fel, más képeken az emberek táncolnak, zenélnek, harcolnak vagy elefánton ülnek. A sziklamenedékek közelében tárták fel Dél-Ázsia egyik leggazdagabb kőkorszaki lelőhelyét is. Figyelemre méltó, hogy a Bhímbetka közelében lévő falvak hagyományaiban felismerhető a képeken ábrázolt jelenetek egy része. |                                |

| | Csampáner–Pávágarh Régészeti Park |
| 2004 |                                   |
| Kulturális (III)(IV)(V)(VI) |                                   |
| Védett terület: 1 328,89 ha, puffer zóna: 2 911,74 ha, hivatkozás: 1101 |                                   |
| Az elhagyott város, Csampáner a Pávágarh-hegység lábánál fekszik. Egykor az egyik Csauhán rádzsput dinasztia székhelye volt. A Gudzsarát államban található részben feltárt és helyreállított város rézkori emlékek mellett egy hindu és egy iszlám város maradványait rejti. Egy csoport muszlim, hindu és dzsain szentélyt található a lelőhelyen, valamint egy régi erőd romjai is. Területén többek között bonyolult faragványokkal ékes mecsetek, síremlékek, pompás iszlám kalligráfiát felvonultató kapuzatok maradtak fenn a 14. századból. Hindu eredetű a kapukkal tagolt külső városfal és egy nyári lak maradványa, a hegytetőn álló hindu szentélyre később egy mecsetet emeltek. Legszebb muszlim épülete a Dzsama Maszdzsid (Péntek-mecset). Az egykori Gudzsaráti Szultanatushoz tartozó Csampáner épületei egyesítik a hindu és iszlám építészet stíluselemeit. A 820 m magas Pávágarh-hegy tetején lévő Pávágarh-erőd Csampánertől 4 km-re délnyugatra fekszik. A hegyre felfelé vezető úton állnak a Csauhán királyok hétemeletes palotájának, a Szát Mahalnak a romjai. |                                   |

| | Cshatrapati Sívádzsi pályaudvar |
| 2004 |                                 |
| Kulturális (II)(IV) |                                 |
| Védett terület: 2,85 ha, puffer zóna: 90,21 ha, hivatkozás: 945 |                                 |
| Cshatrapati Sívádzsi pályaudvar India legforgalmasabb vasúti fejpályaudvara Mumbaiban. Az ország 16 vasúti zónájából ez bonyolítja a legnagyobb forgalmat. Mumbai több elővárosi vonala is itt halad át, ami a távolsági vonatok mellett a forgalom zömét adja. Építését 1878-ban kezdték és 1887-ben avatták fel. A pályaudvar a 19. század végi brit vasúti építészetnek egyik remekműve, a viktoriánus neogótikus építészet egyik legfontosabb alkotása. A korábban Viktória-pályaudvar néven ismert épületen brit építészek indiai szakemberekkel dolgoztak együtt. Később Csatrapati Szivádzsiról nevezték el, aki egy, a mogulok ellen harcoló hadúr volt a 17. században. Terveit Frederick William Stevens brit építész készítette a londoni San Pancras pályaudvart mintájára. A neogótikus stílusú pályaudvar kupoláival, tornyaival, csúcsíveivel oszlopaival, minaretjeivel, különleges alaprajzával a két kultúra találkozásának egyik legfontosabb alkotása, a „gótikus városnak” nevezett Mumbai egyik jelképévé vált. Az épület alapanyaga homokkő és mészkő, belső termeinek díszítéséhez többek között márványt is használtak. |                                 |

| | Vörös Erőd |
| 2007 |            |
| Kulturális (II)(III)(VI) |            |
| Védett terület: 49,18 ha, puffer zóna: 43,43 ha, hivatkozás: 231 |            |
| Sáh Dzsahán 1639-ben úgy döntött, hogy a birodalom fővárosát a Delhitől délre fekvő területre költözteti át. A később Sáhdzsahánábádnak nevezett várost 1639. április 29-én alapították. Az erőd kilenc évvel később készült el, befogadóképessége ötvenezer fő körül lehetett, építése hatszázezer rúpiába került. 1653-ra a város homokkő falai közel kétezer-hatszáz hektár területet határoltak, lakosainak száma elérte a négyszázezret. Területére tizenegy kapun keresztül lehetett bejutni, a falakat huszonhét torony tagolta. Az erődöt három oldalról egy több mint másfél kilométer hosszú masszív fal védelmezi, negyedik oldalról a Jamuna-folyó határolja. Alaprajzára a merőleges vonalak jellemzőek. Az épületegyüttes folyópart felőli részén alakították ki a császári lakosztályokat és az adminisztrációs célra használt pavilonok sorát. Főbejárata a Lahor-kapu, ahonnan egy fedett bazár vezet egy udvarra, amelynek hátsó részén található a nyilvános kihallgatások csarnoka. A két legdíszesebb pavilon a nők lakrésze, a Rang Mahal (Festett Palota) és a magánkihallgatások csarnoka. A magánkihallgatások csarnokában állt a híres Pávatrón, amit Nádir Sah Delhi 1739-es kifosztásakor Perzsiába vitt. Az erődkomplexum a Mogul Birodalom fővárosának szerepét töltötte be 1857-ig, amikor a brit indiai kormány az utolsó mogul uralkodót, a szipojlázadás szimbolikus vezetőjét, II. Bahádur szultánt száműzte. 1947-ig, India függetlenségének elnyeréséig a britek katonai támaszpontként használták, és később is évekig az indiai hadsereg ellenőrzése alatt állt. Ma India szuverenitásának jelképe és Delhi egyik legfőbb turistalátványossága. |            |

| | Dzsantar Mantar obszervatórium |
| 2010 |                                |
| Kulturális (III)(IV) |                                |
| Védett terület: 1,86 ha, puffer zóna: 14,66 ha, hivatkozás: 1338 |                                |
| A Dzsantar Mantar obszervatóriumot II. Szavái Dzsaj Szingh építtette a 18. század elején, 1727-1734 között. A tizenhat épület az akkoriban ismert csillagászati műszerek felnagyított másolata, ami számos építészeti és technikai újítást tartalmaz. Az épületek kőből és fémből épültek. A megfigyeléseket szabad szemmel végezték. Egyes műszereit a mai napig használják, például a monszun idejének előrejelzésére. Ez a legnagyobb és legjobb állapotban fennmaradt ilyen jellegű építmény egész Indiában, előképe az Ulug bég által építtetett szamarkandi csillagvizsgáló volt. A nagyméretű műszerek között vannak napórák, valamint a horizont és a zenit ívét és a bolygók mozgását megmutató eszközök is. Az alapító kapcsolatban állt külföldi kutatókkal is, ennek következtében a csillagvizsgáló kialakításakor figyelembe vették a nyugati tudományos eredményeket is. |                                |

| | Nyugati-Ghátok |
| 2012 |                |
| Természeti (IX)(X) |                |
| Védett terület: 795 315 ha, hivatkozás: 1342 |                |
| A Himalájánál idősebb Nyugati-Ghátok egy hegyvonulat az indiai szubkontinens nyugati partvonala mentén. A hegylánc párhuzamosan fekszik a partvidékkel, 30-50 kilométerre az óceántól és Kerala, Tamil Nadu, Karnátaka, Goa, Mahárástra és Gudzsarát államokon halad keresztül. Mintegy 140 000 négyzetkilométernyi területet foglal el. A folyórendszer, amelynek vízgyűjtőjét képezi, India területének mintegy 40%-ának vizeit vezeti el. Magashegyi erdei ökoszisztémája befolyásolja az indiai monszunt és enyhíti a régió trópusi klímáját. A Nyugati-Ghátok átlagos kiemelkedése 1200 méter, egyharmadát erdő borítja. Egyike a világ nyolc nagy biodiverzitás-gyűjtőjének: több mint 5000 virágos növény faj, 139 emlősfaj, 508 madár- és 179 kétéltűfaj (65% endemikus), 157 hüllőfaj (62% endemikus), 219 halfaj (53% endemikus) otthona. Legalább 325 veszélyeztetett faj él a Nyugati-Ghatokban, ezek közül 129 faj sebezhető, 145 veszélyeztetett és 51 kritikusan veszélyeztetett. A helyszín összesen 39 részből áll köztük nemzeti parkok, állatrezervátumok, tigris menedékek és védett erdős területek. |                |

| | Rádzsasztáni hegyi erődök |
| 2013 |                           |
| Kulturális (II)(III) |                           |
| Védett terület: 736 ha, puffer zóna: 3 460 ha, hivatkozás: 247 |                           |
| A helyszínhez hat Rádzsasztán állambeli város Csitorgarh, Kumbhalgarh, Szaváj Madhópur, Dzshálávár, Dzsaipur és Dzsaiszalmer erődjei tartoznak. Az épületegyüttesek a 8. és 18. század között virágzó rádzsput államok hatalmának és gazdagságának jelképei. Némelyikük kerülete eléri a húsz kilométeres hosszúságot is. Falaikon belül városközpontokat, palotákat, kereskedelmi központokat, alakítottak ki, az itt álló templomok egy része régebbi még az erődöknél is és ma is sok vallásos látogatót vonzanak. A városokban udvari kulturális központok fejlődtek ki ami kedvezett az oktatás a képzőművészetek és a zene fejlődésének. Az erődök építésekor kihasználták a természetes környezet védekezésre alkalmas elemeit, például a magas sziklákat, a sivatagokat, folyókat és sűrű erdőket. A városokban kiterjedt vízgazdálkodási rendszereket építettek ki, amelynek egy részét mai is használják. Chittorgarh erdője évszázadokon keresztül fejlődött, Kumbhalgarh nagy része egy hosszabb építési fázison belül kialakult. Gagrun (Dzshálávár) a víz által védett erődök egy példája, Dzsailszamer egy sivatagi hegyi erőd, az Ámbér-erőd (Dzsaipur) a rádzsput-mogul udvari erődök közé tartozik, míg a Ranthambhaur (Szaváj Madhópur)egy erdős területen épült ki. |                           |

| | Nagy Himalája Nemzeti Park |
| 2014 |                            |
| Természeti (X) |                            |
| Védett terület: 90 540 ha, puffer zóna: 26 560 ha, hivatkozás: 1406 |                            |
| A nemzeti park a Himalája nyugati részén található, Észak-Indiában, Himácsal Prades államban. A 90 540 hektáros védett terület jellegzetességei a magashegyi gleccserek amelyek megolvadt vize folyókat táplál és a természetes víztározók. Ez a vízkészlet életfontosságú az alacsonyabban fekvő területek több millió lakosa számára. A park 2000 és 6000 méter tengerszint feletti magasság között terül el, egyike a Himalája legnagyobb biodiverzitású térségeinek, huszonötféle erdőtársulással és számos állatfajjal, köztük veszélyeztetett állatokkal. A palearktikus faunatartomány és az orientális faunaterület határán helyezkedik el, élővilágában megtalálhatóak mindkét térség jellemzői. Eddig 805 edényes növényfajt, 192 zuzmófajt, 12 májmohafajt, 25 mohafajt, 31 emlősfajt, 209 madárfajt, 9 kétéltűfajt, 12 hüllőfajt és 125 rovarfajt azonosítottak benne. A park északnyugati határánál alakítottak ki egy 26 560 hektáros puffer zónát, ami az emberi megtelepedéstől védi a parkot, ott ahol legnagyobb a környező területek népsűrűsége. A helyszínhez tartozik ezen kívül két rezervátum is, az egyik lakatlan de legeltetést folytatnak a benne, a másikban 120 lakos él. |                            |

| | Ránaki váv (A királynő kútja) |
| 2014 |                               |
| Kulturális (I)(IV) |                               |
| Védett terület: 4,68 ha, puffer zóna: 125,44 ha, hivatkozás: 922 |                               |
| Lépcsős kutak építése már az i. e. 3. évezredtől egy tradicionális talajvízgyűjtő és -tároló módszer volt az indiai szubkontinensen. Az idők során az egyszerű, földbe ásott gödrök többemeletes művészeti és építészeti alkotásokká fejlődtek. A 11. században épült kút egy fejtetőn álló templomra hasonlít, így akarták a víz iránti tiszteletüket kifejezni. Az építmény négy emeletes, oldalfalait magas művészi színvonalú szobrokkal és domborművekkel díszítették. A több mint ötszáz nagyméretű és több mint ezer kisebb faragvány vallásos, mitológiai, és világi jeleneteket ábrázol többször is irodalmi alkotásokra utalva. A legmélyebb, negyedik szintet 23 méter mélységben alakították ki a 9,5 méter hosszú és 9,4 méter széles medencéhez vezet. A kút tájolása kelet-nyugati irányú, hozzá tartozik a tetejénél egy lépcsős folyosó, egyre kisebb szintek pavilonok maradványaival és a medence. Az épület szerkezete a hiányzó pavilonok ellenére is könnyen felismerhető. A 13. századtól a közeli Szaraszvati folyó medre megváltozott, a kutat nem tudták tovább használni, ennek köszönhetően díszítőelemeivel együtt jó állapotban maradt meg. |                               |

| | Nálanda Mahávira régészeti lelőhelyei |
| 2016 |                                       |
| Kulturális (IV)(VI) |                                       |
| Védett terület: 23 ha, puffer zóna: 57,88 ha, hivatkozás: 1502 |                                       |
| Nálanda régészeti helyszíne India Bihár államának északkeleti részén található. A 23 hektáros lelőhelyen az i. e. 3. századtól az i. sz. 13. századig, Nálanda kifosztásáig datálható maradványokat tártak fel. Az épületek szerkezetének változásán (először sztúpák köré csoportosuló később lineáris észak-déli tájolású épületek) tanulmányozható a buddhizmus vallássá fejlődése, a szerzetesi életforma és az oktatás kialakulásának folyamata. Az itt alapított egyetem (korának legnagyobb és legkorábbi oktatási központja a térségben) évszázadokon keresztül fennállt, módszereit átvették az Indiai szubkontinensen és a Délkelet-Ázsiában működő hasonló intézmények. A területen többek között sztúpákat, tizenegy vihárát, tizennégy templomot, szentélyeket azonosítottak, fogadalmi tárgyakat, stukkódíszeket és kőből vagy fémből készült műalkotásokat találtak, amelyeknek egészen a Maláj-félszigetig kimutatható a hatása. Az ásatásokkal egy időben elvégezték a romok konzerválását is. |                                       |

| | Kancsendzönga Nemzeti Park |
| 2016 |                            |
| Vegyes (III)(VI)(VII)(X) |                            |
| Védett terület: 178 400 ha, puffer zóna: 114 712 ha, hivatkozás: 1513 |                            |
| Az észak-indiai Szikkim államban fekvő nemzeti park arról nevezetes, hogy itt található az egy védett övezeten belüli egyik legnagyobb magasságkülönbség, több mint 7000 méter. A Himalájában lévő alig 178 400 hektáros terület 1220 és 8586 méteres tengerszint feletti magasság között terül el, ott ahol a hegység a legkeskenyebb. A tájra jellemzőek a meredek völgyek, a hóborította hegycsúcsok, (köztük a világ harmadik legmagasabb csúcsa a Kancsendzönga), a hegyi tavak, a gleccserek és az érintetlen erdők. A védett területen számos endemikus és veszélyeztetett növény- és állatfajt azonosítottak, a térségben található India egyik legösszetettebb ökoszisztémája. Az ázsiai hegyvidékek közül itt dokumentálták a legtöbb növény- és emlősfajt. A hegyvidék kulturális hatása is számottevő, a térség lakosai szentként tisztelik a hegyeket és fontos találkozási pontja a különböző vallások híveinek. |                            |

| | Le Corbusier építészeti munkái |
| Argentína, Belgium, Franciaország, Németország, India, Japán és Svájc közös világörökségi helyszíne |                                |
| 2016 |                                |
| Kulturális (I)(II)(VI) |                                |
| Védett terület: 99 ha, puffer zóna: 1410 ha, hivatkozás: 1321 |                                |
| A világörökségi helyszínhez Le Corbusier 17 épülete tartozik, amelyek hét országban, Argentínában, Belgiumban, Franciaországban, Németországban, Indiában, Japánban és Svájcban találhatók. A kiválasztott épületeket új elgondolások alapján emelték, komoly hatást gyakoroltak távolabbi környezetük építészetére is és globálisan terjesztették a modern mozgalom eszméit. Az 1910-es és az 1960-as évek között épültek, modernizálták az építési technikákat és alkalmazkodtak a 20. századi igényekhez. Néhány épület nem sokkal elkészülése után világhírnévre tett szert, köztük a Villa Savoye a mozgalom egyik jelképe, a Unité d’Habitation a modern lakóházak prototípusa, és a ronchampi Magasságos Miasszonyunk-kápolna az egyházi építészet forradalmi megközelítése miatt. |                                |

| | Ahmadábád történelmi városrésze |
| 2017 |                                 |
| Kulturális (II)(V) |                                 |
| Védett terület: 535,7 ha, puffer zóna: 395 ha, hivatkozás: 1551 |                                 |
| Ahmadábád városa Gudzsarát államban a Szábarmati folyó partján fekszik. A települést a 15. században alapította Ahmad Sah szultán a Gudzsaráti Szultanátus fővárosaként. Fallal körülvett történelmi városrésze sok emléket őrzött meg a szultanátus korából, közülük kiemelkedik a Bhadra erőd, a városközpontot körülvevő falak és kapuk, számos mecset és síremlék. Későbbi korokból hindu és dzsain templomok maradtak fenn. A város szerkezetének meghatározó elemei a szorosan egymás mellé épített tradicionális lakóépületek, kapukkal ellátott utcák és olyan jellegzetes építészeti elemek mint például a madáretetők, közkutak és vallási intézmények épületei. A település hat évszázada mint Gudzsarát állam fővárosa folyamatosan virágzik, fejlődése napjainkban is tart. |                                 |

| | Mumbai neogótikus és szecessziós épületei |
| 2018 |                                           |
| Kulturális (II)(IV) |                                           |
| Védett terület: 66,34 ha, puffer zóna: 378,78 ha, hivatkozás: 1480 |                                           |
| Amikor a 19. század második felében Mumbai a világkereskedelem egyik központjává vált egy ambiciózus építkezési projektbe kezdtek ami két részletben, a 19. és 20. században valósult meg. A 19. századi épületeket viktoriánus, míg a 20. századiakat szecessziós stílusban építették fel. A viktoriánus korban jellemzően nagy középületeket emeltek úgynevezett indo-gótikus stílusjegyekkel, ahol a 19. századi neogótikus formákat indiai jellegzetességekkel ötvözték. Ezen kívül a helyi klímához alkalmazkodva balkonokat és verandákat alakítottak ki. A későbbi, szecessziós épületek közé tartoznak Mumbai ikonikus mozitermei, valamint számos lakóház amelyeken szintén felismerhetőek a helyi építészet stílusjegyei. A világörökséghez tartozó épületek gyakorlatilag teljesen megőrizték eredeti formájukat, díszítőelemeiket és funkciójukat. |                                           |

| | Dzsaipur városa |
| 2019 |                 |
| Kulturális (II)(IV)(VI) |                 |
| Védett terület: 710 ha, puffer zóna: 2 205 ha, hivatkozás: 1605 |                 |
| Dzsaipur megerősített városa India északnyugati államában Rádzsasztánban található. 1727-ben alapította II. Sawai Jai Singh. A régió más, hegyes részeire épített városokkal ellentétben egy síkságon épült fel. Várostervezésére hatottak a védikus építészet elemei. Az utcaképhez hozzátartoznak a központban egymást metsző oszlopsorok, amelyek nagy köztereket határolnak. A főutak mellett épült piacok, templomok, lakóépületek homlokzata egységes. A városképben ősi hindu, mogul és nyugati stíluselemek egyaránt felismerhetőek. A városszerkezet mint egység nyugati jellegű míg a negyedek elosztása tradicionális hindu felfogást követ. Az alapvetően kereskedelmi célokra létrehozott település a mai napig őrzi kézműves és kereskedelmi hagyományait. |                 |

| | Dholávíra |
| 2021 |           |
| Kulturális (III)(IV) |           |
| Védett terület: 103 ha, puffer zóna: 4865 ha, hivatkozás: 1645 |           |
| Dholávíra ősi városa, az Indus-völgyi civilizáció déli központja az Indo-Gangeszi-síkság egyik száraz pontján fekszik Gudzsarát államban. A település i. e. 3000 és i. e. 1500 között lehetett lakott. A régészeti helyszín, ami egyike a kor legjobban megőrződött helyeinek Dél-Ázsiában két fő részből áll, egy erődített városból és egy temetőből. A vízellátást két időszakos patak biztosította, ennek vizét bonyolult vízgazdálkodási rendszer segítségével vezették el és gyűjtötték össze, hogy ki tudják elégíteni a lakosság igényeit. Az itt felhasznált mérnöki ismeretek a helyiek találékonyságának bizonyítékai, akik képesek voltak túlélni és fejlődni is ebben a száraz környezetben. A fallal körülvett város főbb részei egy erődítményekkel megerősített palota, egy szertartási terület és különböző méretű lakóházak utcákkal, ez utóbbiak a társadalom erőteljes tagozódására utalnak. A városhoz tartozó temetőben hatféle típushoz tartozó síremlékeket állítottak fel, ezek a civilizáció a halállal kapcsolatos egyéni látásmódját tükrözik. A feltárások során többek között gyöngy-, réz-, kagyló-, féldrágakő-, arany-, elefántcsont feldolgozásra utaló leleteket találtak, ezek a kultúra által elért magas színvonalú művészi és technológiai eredmények bizonyítékai, valamint a kereskedelmi tevékenységé, amit Mezopotámia és az Ománi-öböl településeivel folytattak. |           |

| | Ramappa-templom |
| 2021 |                 |
| Kulturális (I) (III) |                 |
| Védett terület: 5,93 ha, puffer zóna: 66,27 ha, hivatkozás: 1570 |                 |
| A Rudresvara, ismertebb nevén Ramappa-templom Palampet faluban található Telangána államban Haidarábádtól körülbelül kétszáz kilométerre északkeleti irányban. A falakkal körülvett épületegyüttes a Kakatija-kor (i. sz. 1123 – 1323) legfontosabb Siva-temploma. A homokkő templom építése 1213-ban kezdődött és a feltételezések szerint negyven évig tarthatott. Az épület jellegzetességei faragott gránit és dolerit oszlopai és gerendái, valamint piramis formájú lépcsőzetes tornya. Ez utóbbi porózus téglából, úgynevezett „úszó téglából” készült, ezzel csökkentették a tetőszerkezet súlyát. A templom magas művészi színvonalú faragványai helyi táncokat ábrázolnak és jeleneteket a kakatija-kultúra hagyományaiból. Az erdős területek mellett megművelt földek között és a kakatija-kor legnagyobb víztározója közelében álló épület elhelyezkedése a dharmikus szövegekben lefektetett hagyományokat követi amelyek szerint a templomokat úgy kell építeni, hogy szerves részévé váljanak hegyekből, erdőkből, folyókból, forrásokból, tavakból, vízgyűjtő területekből és megművelt földekből álló környezetüknek. |                 |

| | Hojszala szakrális templomkörzetek |
| 2023 |                                    |
| Kulturális (I)(II)(IV) |                                    |
| Védett terület: 10,47 ha, puffer zóna: 195,87 ha, hivatkozás: 1670 |                                    |
| A helyszínhez a három legszebb a 12. és a 13. században épült hojszala stílusú templomkörzet tartozik Dél-Indiában. A hojszala stílust az egykorú és korábbi templomépítészet egyes gondosan kiválasztott jellegzetességeit felhasználva alakították ki. Célja a szomszédos területektől eltérő identitás megteremtése volt. A szentélyek legfeltűnőbb jellegzetességei realisztikus szobrászati díszítésük. Szobrokkal dekorálták a templomok falfelületeit és az emelvényt amin állnak. Nagyméretű szoborgalériát, többszintes frízeket alakítottak ki és szobrokkal illusztrálták a hojszalák legendáját is. A templomkomplexumok összességükben kivételesen magas színvonalú művészi alkotások, a hindu templomépítészet történelmi fejlődésének jelentős állomásai. |                                    |

| | Santiniketan |
| 2023 |              |
| Kulturális (IV)(VI) |              |
| Védett terület: 36 ha, puffer zóna: 537,73 ha, hivatkozás: 1375 |              |
| Santiniketan egy bentlakásos iskola és művészeti központ volt, amely az ősi indiai hagyományokon, valamint az emberiség vallási és kulturális határokon túlmutató egységének vízióján alapult. Rabindranáth Tagore a neves költő és filozófus alapította Nyugat-Bengálban 1901-ben. 1921-ben a helyszínen egyetemet hoztak létre. Santiniketan egy kísérleti település volt vidéki környezetben ahol a tanulás, a munka és a művészet összefonódott. A helyszínhez a Rabindranáth Tagore valamint családja és munkatársai életében emelt épületrészek tartoznak. A Bauhausszal egy évben alapított intézmény egy alternatív modernitást és internacionalizmust testesít meg, éles ellentétben az előbbi szigorú puritánságával. A 20. század eleji brit gyarmati építészeti irányzatoktól és az európai modernizmustól eltérően a Santiniketan a régió ősi, középkori és népi hagyományaira támaszkodva az ázsiai modernitás egyik kiemelkedő példája. Az épületegyüttes jelenleg a Visva-Brahati egyetemi campus része. |              |

| | Moidamok, az Ahom-dinasztia halomsírjai |
| 2024 |                                         |
| Kulturális (III)(IV) |                                         |
| Védett terület: 95,02 ha, puffer zóna: 793,7 ha, hivatkozás: 1711 |                                         |
| A kelet-asszámi Patkai-hegység lábánál fekvő helyszín az Ahom-dinasztia királyi temetkezőhelye. Hatszáz éven keresztül moidamokat, halomsírokat emeltek összhangban a környező hegyekkel, erdőkkel és vizekkel egyfajta szent környezetet kialakítva. Banyánfákat, valamint koporsók készítéséhez és kéregből készült kéziratokhoz felhasznált fákat ültettek és mesterséges vízfelületeket hoztak létre. A helyszínen kilencven, téglából, kőből vagy földből épített üreges boltozattal rendelkező, különböző méretű halomsír található. Az uralkodókat és a királyi család más tagjait sírmellékletetkkel temették el, például élelemmel, lovakkal, elefántokkal. Esetenként a királynőiket és szolgáikat is melléjük temették. A Brahmaputra folyó völgyében több helyen is ismertek ilyen típusú halomsírok de a helyszínhez tartozók a legjelentősebbek. |                                         |

## Elhelyezkedésük
| Vörös Erőd (Agra) Adzsanta Manasz Hampi Khadzsuráhó Csola-templomok Cshatrapati Sívádzsi pályaudvar Ránaki váv Le Corbusier · építészeti munkája Dzsaipur                                 | Tádzs Mahal Ellóra Mahábalipuram Kaziranga Ó-Goa Nandadevi Humájun császár · síremléke Csampáner–Pávágarh Nálanda Ramappa-templom Hojszala templom Santiniketan |
| Fatehpur Szíkri Elefanta-barlangok Szundarbansz Kutub Minár Indiai hegyi vasutak Bhimbetka Rádzsasztáni erődök Nagy Himalája Nemzeti Park Kancsendzönga · Nemzeti Park Dholávíra Moidamok | Konárak Keoladeo Pattadakal Száncsi Mahábódhi · templom Vörös Erőd Dzsantar Mantar, Nyugati-Ghátok Ahmadábád Mumbai                                             |